# Camp Rock
Camp Rock è un film per la televisione in chiave musical, diretto da Matthew Diamond ed interpretato dall'attrice e cantautrice Demi Lovato e da Joe Jonas.
Il film è stato immesso nel circuito televisivo statunitense Disney Channel il 20 giugno 2008 e in Italia c'è stata un'anteprima al Giffoni Film Festival il 23 luglio; in seguito è stato visto dalla storica giuria Free To Flye. La prima visione italiana è stata trasmessa il 27 settembre 2008 sulla rete Disney Channel Italia.
Il film ha un sequel, Camp Rock 2: The Final Jam.

## Trama
Mitchie è una ragazza con una grandissima passione per la musica: passa il tempo a scrivere canzoni e il suo sogno di sempre è passare un'estate a Camp Rock, un campo estivo che offre lezioni di musica per poi concludersi con la Final Jam, che nomina ogni anno un vincitore.
Nonostante le continue richieste di Mitchie, i suoi genitori non possono permetterselo a causa del lavoro: quando però la ragazza torna a casa dopo l'ultimo giorno di scuola prima delle vacanze, la madre Connie le rivela che il Camp ha offerto a lei e al suo servizio catering un impiego estivo. Mitchie potrà quindi frequentare Camp Rock ad un prezzo scontato, con la condizione di aiutare la madre in cucina per le varie preparazioni.
Nel frattempo, al campo arriva Shane Gray, frontman dei Connect3 (la band che forma con i due fratelli Jason e Nate) e nipote di Brown, proprietario di Camp Rock. Shane non è per niente entusiasta del ruolo di insegnante che dovrà ricoprire (i fratelli e lo zio lo hanno infatti costretto a farlo per calmare la stampa, in seguito a dei comportamenti scostanti del ragazzo) e inizialmente fa molta fatica ad abituarsi all'ambiente del campo estivo.
Giunta a destinazione con la madre, un'emozionatissima Mitchie fa il suo ingresso nel luogo che aveva tanto sognato: qui fa la conoscenza di Caitlyn, Lola, Barron e Sander, che la accolgono calorosamente. Inizialmente invece, l'accoglienza è meno entusiasta da parte di un altro gruppo: Tess, Ella e Peggy. La prima, figlia della pluripremiata cantante TJ Tyler, è l'ape regina indiscussa di Camp Rock e le due amiche sono chiaramente sottoposte alla sua figura, ricoprendo anche il ruolo di sue coriste. Quando Mitchie si presenta al trio, viene inizialmente snobbata a causa del lavoro umile di suo padre e, presa dal momento, mente a tutti sull'identità della madre fingendo che ella sia la presidentessa della sede cinese di un noto canale musicale. Le tre ragazze, attirate ed incuriosite, la accolgono nel loro bungalow e successivamente nel loro gruppo, sempre in veste di corista.
Mitchie comincia così diverse corse contro il tempo per riuscire ad aiutare la madre ed allo stesso tempo nascondere chi davvero lei sia. Mentre apparecchia la mensa, un po' scoraggiata, si siede al pianoforte e canta una delle sue canzoni: il caso vuole che Shane, nascosto sotto la finestra per evitare le fan urlanti, senta la sua breve performance. Il cantante non fa in tempo a vedere a chi appartenga quella voce, ma ha già immediatamente memorizzato la melodia ed è rimasto ammaliato.
La vita a Camp Rock procede piuttosto tranquilla per Mitchie: nonostante il suo ruolo da corista le stia inevitabilmente stretto, riesce a destreggiarsi tra la sua ''doppia vita'', le nuove amicizie ed anche con un rapporto particolare che si crea con Shane, che si confida con lei sulla musica, sulla vita e sulla paura che ha per quanto riguarda la frequente falsità che accomuna le persone che gli stanno intorno. Nel frattempo Caitlyn, in seguito ad un litigio con Tess, viene costretta ad essere di corvé in cucina, fattore che fa saltare la copertura di Mitchie, che nonostante tutto decide di mantenere. Mentre Shane inizia una forsennata ricerca della voce che l'ha tanto colpito (alla quale Mitchie non partecipa, convinta che non possa trattarsi della sua), Tess scopre la vera identità della madre di Mitchie, rivelandola a tutti, Shane compreso, dopo un concerto della sua band. Il ragazzo è deluso e furioso nello scoprire che la persona di cui tanto si fidava ha mentito per tutta la durata dell'estate, e la accusa di avergli mentito solo per potersi vantare di essere amica di Shane Gray. Mitchie viene derisa ed esclusa da tutti i ragazzi del campo, tranne che da Caitlyn e dal suo gruppo. Rimasta senza compagne con cui cantare, decide di iscriversi alla Final Jam come solista.
Tess è però intenzionata a levarla di mezzo e, dopo aver avuto la certezza che la canzone che Shane sta cercando è proprio una di quelle scritte sul diario di Mitchie, nasconde in cucina il suo braccialetto regalatole dalla madre, incastrando la ragazza e Caitlyn davanti a Brown, che è costretto a bandirle dalla Final Jam.
Durante il concerto, al quale i Connect3 al completo sono chiamati a giudicare, si esibiscono con successo Barron, Sander e il loro gruppo, al quale Ella si aggiunge all'ultimo minuto dopo un litigio con Tess, che, abbandonata anche da Peggy, è costretta ad andare in scena da sola. L'esibizione procede, soprattutto dopo l'euforia per la presenza della madre tra il pubblico; quando questa si alza per rispondere al telefono, la figlia perde il tempo e si blocca, rovinando la performance. Dopo la canzone di Peggy, che va in scena all'ultimo minuto sotto il suo vero nome, la Final Jam è ufficialmente conclusa.
Nel frattempo, Mitchie e Caitlyn hanno capito che Brown vuole comunque farle esibire al di fuori della competizione; arrivate in fretta sul palco, Mitchie comincia a cantare con tutta la passione che ha: inevitabilmente Shane, che si è appartato con lo zio e i fratelli per decidere il vincitore, riconosce la ormai inconfondibile canzone e si unisce a Mitchie intonando un pezzo che le aveva fatto precedentemente ascoltare. Peggy viene eletta vincitrice della Final Jam, Tess si scusa con tutti per il suo comportamento e Mitchie e Shane si riappacificano, lasciando trasparire un certo legame tra loro. Mitchie ha, quindi, passato una delle estati migliori della sua vita.

## Personaggi

### Mitchie
Michelle "Mitchie" Torres (Demi Lovato) è una ragazza responsabile e indipendente, adora la musica, sa suonare il pianoforte, la chitarra e comporre canzoni. Desidera con tutto il cuore partecipare a Camp Rock; i suoi desideri vengono esauditi quando sua madre le dice che ha accettato il lavoro di cuoca al camping e che avrebbe potuto portare anche lei. Fa sentire per la prima volta la sua voce ai suoi compagni in una lezione di canto. In seguito mente dicendo che sua madre è presidentessa della sede cinese della Hot Tunes TV. Per questi motivi, Tess la invita a essere sua corista.

### Shane
Shane Grey (Joe Jonas) è un ragazzo all'apparenza vanitoso e ambizioso. Il suo talento e la sua passione per la musica lo hanno portato alla fama e alla ricchezza insieme ai suoi fratelli, che sono gli altri due componenti della band  Connect 3 . Conoscendolo bene, è un ragazzo dolce, che però non è soddisfatto della musica che la sua casa discografica fa vendere loro, ritenendo che sia commerciale e che non rispecchi se stesso. Dal momento però in cui sente Mitchie cantare, la sua vita cambia.

### Tess
Tess Tyler (Meaghan Jette Martin) è una vanitosa e snob ragazza del camping. È figlia di un'importante cantante, TJ Tyler, e cerca in tutti i modi di renderla fiera. Tra i suoi amici ci sono solo persone ricche e appartenenti ad una famiglia importante, tra cui Peggy e Ella Inizialmente diventa amica di Mitchie, ma in realtà è molto invidiosa di lei, per il suo talento e il suo rapporto con Shane, per cui ha una cotta, e appena scopre il suo segreto lo rivela a tutti e le impedisce di partecipare alla Final Jam.

### Connie
Connie Torres (Maria Canals-Barrera) è la madre di Mitchie, nonché la madre di tutti, e lavora come cuoca a Camp Rock.

### Caitlyn
Caitlyn Gellar (Alyson Stoner) è sicuramente la ragazza con cui Mitchie lega di più al campo, ed è una delle poche persone che rimane al suo fianco dopo che viene scoperto il suo segreto.
Il suo sogno è diventare una produttrice musicale, e spesso la si vede comporre musica col suo portatile. È stata amica di Tess, ma dopo che ha capito che tipo di persona è decide di trovare dei veri amici.

### Ella
Ella Pador (Anna Maria Perez de Tagle) è un'amica di Tess. Nella Final Jam però decide di abbandonarla e di esibirsi con "Hasta la Vista" insieme ad un gruppo di ragazzi.

### Peggy
Margaret "Peggy" Dupree (Jasmine Richards) è amica di Tess. Nella Final Jam si esibisce con "Here I Am" e vince il trofeo.

### Brown
Brown Cesario (Daniel Fathers) è lo zio di Shane, Nate, Jason, loro manager e capo del camping. Alla prima lezione di canto, tenuta da lui, chiede a Mitchie di cantare, per sentire una nuova voce, inizialmente lei si vergogna ma prendendo fiato canta il ritornello della canzone composta da lei, Who Will I Be e avendo successo, tutti si complimentano con lei, anche Brown.

## Colonna sonora
1. We Rock - (Camp Rock Cast)
2. Play My Music - (Jonas Brothers)
3. Gotta Find You - (Joe Jonas)
4. Start The Party - (Jonas Brothers)
5. Who Will I Be - (Demi Lovato)
6. This Is Me - (Demi Lovato and Joe Jonas)
7. Hasta La Vista - (Jordan Francis, Roshon Fegan, Anna Maria Perez de Tagle)
8. Here I Am - (Jasmine Richards)
9. Too Cool - (Meaghan Martin, con il coro di Demi Lovato, Jasmine Richards ed Anna Maria Perez de Tagle)
10. Our Time Is Here - (Demi Lovato, Aaryn Doyle, Meaghan Martin, Jasmine Richards, Anna Maria Perez de Tagle, Alyson Stoner)
11. 2 Stars - (Meaghan Martin)
12. What It Takes - (Aaryn Doyle)

## Prima visione
Il film è andato in onda su Disney Channel USA il 20 giugno 2008, facendo degli Stati Uniti il primo paese ad averne la prima visione.
Disney Channel Italia ha trasmesso la prima italiana il 27 settembre 2008.
| Date di prima TV internazionali | Date di prima TV internazionali | Date di prima TV internazionali              |
| Paese                           | Date                            | Rete                                         |
| ------------------------------- | ------------------------------- | -------------------------------------------- |
| USA                             | 17 giugno 2008                  | Disney Channel on Demand                     |
| USA                             | 20 giugno 2008                  | ABC Network, ABC Family                      |
| Canada                          | 20 giugno 2008                  | Family Channel (Inglese), Vrak TV (Francese) |
| America del Sud                 | 6 luglio 2008                   | Disney Channel Latinamerica                  |
| Australia                       | 18 luglio 2008                  | Disney Channel Australia                     |
| Giappone                        | 4 agosto 2008                   | Disney Channel Japan                         |
| Corea del Sud                   | 31 agosto 2008                  | Disney Channel Korea                         |
| Regno Unito                     | 1º settembre 2008               | Disney Channel UK                            |
| India                           | 2 settembre 2008                | Disney Channel India                         |
| Taiwan                          | 3 settembre 2008                | Disney Channel Asia                          |
| Spagna                          | 20 settembre 2008               | Disney Channel Spain                         |
| Nuova Zelanda                   | 6 settembre 2008                | Disney Channel New Zealand                   |
| Francia                         | 23 settembre 2008               | Disney Channel France                        |
| Portogallo                      | 16 settembre 2008               | Disney Channel Portugal                      |
| Germania                        | 19 settembre 2008               | Disney Channel Germany                       |
| Italia                          | 27 settembre 2008               | Disney Channel Italia                        |

## Merchandise
Il 13 maggio 2008, la Disney Press ha pubblicato un romanzo di Lucy Ruggles tratto dal film, Camp Rock: The junior novel.
Il libro, oltre che contenere foto del set e immagini inerenti agli attori, mostra inserti speciali tagliati per la versione televisiva.
Il 13 agosto 2008, la Disney ha iniziato la vendita di un calendario per la stagione 2008/2009, il titolo di pubblicazione è Disney Camp Rock 2009 Calendar e una serie di t-shirt, giocattoli, orologi, vestiti e altri oggetti con soggetto i protagonisti.

## Sequel
Dato il successo ottenuto dal musical, la Disney ha pensato di progettarne un sequel. Gary Marsh, presidente della Disney Channel World, ha confermato tramite intervista che lo script per Camp Rock 2: The Final Jam era già pronto. In accordo con l'Hollywood Reporter, il cast originale ha firmato un contratto per la partecipazione in un sequel, con la speciale presenza di Frankie Jonas.
Demi Lovato ha confermato su Twitter che era in studio per registrare le canzoni per Camp Rock 2, tra le quali una si intitola Never Let It Go.